# Мечеть Мардинли
Мечеть Мардинли (азерб. Mərdinli məscidi) — мечеть XIX века в квартале Мардинли города Шуша в Азербайджане.

## История
Мечеть Мардинли является памятником архитектуры XIX века. Город Шуша состоял из 17 мехелле (кварталов), которые были разделены на верхнюю и нижнюю мехелле. Мечеть Мардинли была одной из 17 мечетей, которые действовали в городе Шуша. Мечеть входила в состав нижних мехеллей города Шуша. Мечеть Мардинли располагалась на пересечении улиц Садыгжан и Гарашерова мехелле Мардинли, входившей в состав верхних мехелле города Шуша.
После перехода в 1992 году Шуши под контроль непризнанной Нагорно-Карабахской Республики мечеть прекратила своё функционирование. В 2020 году мечеть Мардинли была освобождена и полностью вернулась под контроль Азербайджана.
Мечеть Мардинли расположена на территории Шушинского государственного историко-архитектурного заповедника.
Мечеть входит в список охраняемых государством памятников истории и культуры Азербайджана. Распоряжением Кабинета министров Азербайджанской Республики от 2 августа 2001 года мечеть взята под охрану государства как архитектурный памятник истории и культуры национального значения под инвентарным номером 5077.